# Ordem e Progresso

Девиз на государственной печати Бразилии.

Ordem e progresso (с порт. — «Порядок и прогресс») — национальный девиз Бразилии, используемый с момента её образования. Девиз является выражением политических идей позитивизма в сокращённой форме от выражения Огюста Конта «любовь как принцип, порядок как основание, прогресс как цель» (фр. L'amour pour principe et l'ordre pour base; le progrès pour but). Девиз размещён на государственном флаге страны.
Смысл выражения состоит в том, что государство стремится к республиканским идеалам: обеспечению равенства граждан перед законом, социальной ответственности, а также развитию моральных и интеллектуальных качеств народа и государства.